# Crispin Flygge
Crispin Flygge, född 27 juli 1628 i Mariestad, död 19 juli 1673 i Stockholm, var en svensk generaltullinspektor och bruksägare.

## Biografi
Flygge var son till generaltullinspektoren Peter Flygge och Margareta von Bremen; fadern kom från Tyskland.
Flygge adlades 1654, introducerad med nummer 621 och var inspektor över tullarna i Småland, Halland och Blekinge 1658 och sedan generaltullinspektor över lanttullarna i Sverige, Finland och dess underlydande länder.
Flygge anlade Älvbro hammare, som fick privilegier 1656, och förvärvade Björkborns bruk på 1670-talet.
Flygge var gift med Sigrid Ekehielm. I äktenskapet föddes en son postumt, Crispin, som redan som späd slöt ätten Flygge på svärdssidan.